# 19539 Anaverdu
19539 Anaverdu (1999 JO14) là một tiểu hành tinh vành đai chính được phát hiện ngày 14 tháng 5 năm 1999 bởi J. Nomen ở Ametlla de Mar Observatory.